# Mitica Constantin
Mitica Constantin (* 18. August 1962 in Siliștea als Mitica Junghiatu) ist eine ehemalige rumänische Leichtathletin, die sich auf den Mittelstreckenlauf spezialisiert hat.

## Sportliche Laufbahn
Erste internationale Erfahrungen sammelte Mitica Constantin vermutlich im Jahr 1979, als sie bei den Junioreneuropameisterschaften in Bydgoszcz mit 56,69 s in der ersten Runde im 400-Meter-Lauf ausschied und mit der rumänischen 4-mal-400-Meter-Staffel in 3:40,95 min den sechsten Platz belegte. Bei den Crosslauf-Weltmeisterschaften 1984 in New York City wurde sie nach 17:55 min 89. über die Langdistanz. Im Jahr darauf siegte sie bei den Balkanspielen in Stara Sagora im 800-Meter-Lauf und 1986 gewann sie bei den Halleneuropameisterschaften in Madrid in 4:15,00 min die Bronzemedaille im 1500-Meter-Lauf hinter Swetlana Kitowa und Tatjana Lebonda aus der Sowjetunion. Anschließend gewann sie bei den Goodwill Games in Moskau in 1:57,87 min die Bronzemedaille über 800 Meter hinter Ljubow Gurina und Nadeschda Sabolotnewa aus der Sowjetunion und belegte bei den Europameisterschaften in Stuttgart in 1:59,22 min den sechsten Platz. Im Jahr darauf belegte sie bei den Hallenweltmeisterschaften in Indianapolis in 4:08,49 min den vierten Platz über 1500 Meter und im Juli gewann sie bei der Sommer-Universiade in Zagreb in 1:59,28 min die Silbermedaille über 800 Meter hinter Slobodanka Čolović aus Jugoslawien. Über 1500 Meter gewann sie in 4:03,04 min die Bronzemedaille hinter ihrer Landsfrau Paula Ivan und Swetlana Kitowa aus der Sowjetunion. Anschließend belegte sie bei den Weltmeisterschaften in Rom in 1:59,66 min im Finale den sechsten Platz über 800 Meter und gelangte über 1500 Meter mit 4:10,35 min im Finale auf Rang zwölf. 1988 gewann sie bei den Halleneuropameisterschaften in Budapest in 4:06,16 min die Silbermedaille über 1500 Meter hinter ihrer Landsfrau Doina Melinte und im Jahr darauf belegte sie bei den Hallenweltmeisterschaften ebendort in 4:09,74 min den fünften Platz. 1991 schied sie bei den Weltmeisterschaften in Tokio mit 2:06,53 min in der ersten Runde über 800 Meter aus und 1993 schied sie bei den Hallenweltmeisterschaften in Toronto mit 2:05,67 min im Halbfinale aus. 1994 beendete sie ihre aktive sportliche Karriere im Alter von 32 Jahren.

## Persönliche Bestleistungen
- 800 Meter: 1:57,87 min, 6. Juli 1986 in Moskau
  - 800 Meter (Halle): 2:00,02 min, 7. Februar 1987 in Bacău
- 1000 Meter: 2:38,04 min, 3. Mai 1987 in Shizuoka
  - 1000 Meter (Halle): 2:39,43 min, 1. Februar 1987 in Stuttgart
- 1500 Meter: 4:03,04 min, 18. Juli 1987 in Zagreb
  - 1500 Meter (Halle): 4:05,93 min, 31. Januar 1988 in Stuttgart